# Filip Ambrož
Filip Ambrož (* 1. Dezember 2003 in Göteborg) ist ein kroatischer Fußballspieler, der aktuell beim Ljungskile SK in der dritten schwedischen Liga spielt.

## Karriere

### Verein
Ambrož begann seine fußballerische Ausbildung bei Tuve IF. Anschließend spielte er bis zur U19 beim IFK Göteborg. Für die A-Jugend kam er in den Saisons 2020 und 2021 insgesamt elfmal in der Allsvenskan Södra zum Einsatz. Nachdem er in der Saison 2020 nicht in der A-Mannschaft eingesetzt wurden war, debütierte er am 23. Mai 2021 (8. Spieltag) in der Allsvenskan gegen den Djurgårdens IF, als er drei Minuten vor Spielende ins Spiel kam. Insgesamt bestritt in der Saison 2021 6 von 30 möglichen Ligaspielen für Göteborg. Nachdem er im Jahr 2022 zeitweise an den kroatischen Klub NK Dugopolje ausgeliehen war, erfolgte im Jahr 2023 eine weitere Leihe zum Drittligisten Ljungskile SK. Dieser Klub verpflichtete Ambrož vor der Saison 2024 fest.

### Nationalmannschaft
Ambrož kam im Juni 2019 dreimal für die kroatische U16-Nationalmannschaft zum Einsatz.